# Dick DeBenedictis
Richard Julian DeBenedictis (* 23. Januar 1935 in New Milford, New Jersey) ist ein US-amerikanischer Komponist.

## Leben
Dick DeBenedictis schloss 1958 sein Musikstudium am Ithaca College ab. Anschließend tourte er mit unterschiedlichen Musikern als Pianist durch die Vereinigten Staaten, bevor er sich an der Ostküste niederließ. Er spielte für Gene Krupa, schrieb und produzierte Musik für Chita Rivera und Liza Minnelli und war als Pianist im Bon Soir jazz club im Greenwich Village tätig, wo er Musik für Carol Burnett schrieb.
Ab Anfang der 1970er Jahre lebte er in Los Angeles, wo er anfing für Universal Studios die Filmmusik von bekannten Fernsehserien wie Columbo, Hawaii Fünf-Null und Quincy zu schreiben. Für seine Arbeiten an Police Story, Matlock und Perry Mason war er von 1977 bis 1996 neun Mal für den Emmy nominiert, wobei er nicht ein Mal ausgezeichnet wurde.

## Filmografie (Auswahl)
- 1971–1972: Ein Sheriff in New York (McCloud, Fernsehserie, drei Folgen)
- 1972–2000: Columbo (Fernsehserie, 23 Folgen)
- 1974: Detektiv Rockford – Anruf genügt (The Rockford Files, Fernsehserie, eine Folge)
- 1974: Frei geboren (Born Free, Fernsehserie, vier Folgen)
- 1976: Police Story – Immer im Einsatz (Police Story, Fernsehserie, eine Folge)
- 1977–1978: Der Weg nach Oregon (The Oregon Trail, Fernsehserie, neun Folgen)
- 1978: Die kalte Hand des Schicksals (Desperate Women)
- 1978–1979: Hawaii Fünf-Null (Hawaii Five-O, Fernsehserie, drei Folgen)
- 1978–1983: Quincy (Quincy, M. E., Fernsehserie, 18 Folgen)
- 1979: Ein ganz natürlicher Mord (Murder by Natural Causes)
- 1980: Am Ende des Tales (The Earthling)
- 1985–1995: Perry Mason (Filmreihe, 30 Folgen)
- 1986–1994: Matlock (Fernsehserie, 40 Folgen)
- 1987–1992: Jake und McCabe – Durch dick und dünn (Jake and the Fatman, Fernsehserie, 13 Folgen)
- 1988: In der Hitze der Nacht (In the Heat of the Night, Fernsehserie, zwei Folgen)
- 1989–1991: Ein gesegnetes Team (Father Dowling Mysteries, Fernsehserie, 13 Folgen)
- 1993: Dick van Dyke: Der Tod kam weich wie Watte (A Twist of the Knife)
- 1993: Mord ist ihr Hobby (Murder, She Wrote, Fernsehserie, eine Folge)
- 1994: Mörderisches Menü (Ray Alexander: A Taste for Justice)
- 1997: Plädoyer für einen Killer (Melanie Darrow)